# تمريض أولي
التمريض الأولي هو منهج من مناهج التمريض والذي يركز على استمرار الرعاية عن طريق تكليف ممرض أو ممرضة (غالبًا بصحبة فريق من مساعدي التمريض) بتقديم الرعاية الكاملة لمجموعة صغيرة من المرضى المقيمين في وحدة التمريض بالمشفى. ويتحمل «التمريض الأولي» مسئولية تنسيق كل جوانب الرعاية لنفس المجموعة من المرضى خلال فترة إقامتهم في مكان معين.
هذا يختلف عن ممارسة تمريض الفريق أو التمريض الوظيفي وذلك من خلال توزيع المهام وفقًا للمريض نفسه وليس الوظيفة في حد ذاتها (أي تمرير الأدوية والقيام بالمعالجات...).